# Grammatici alessandrini
I grammatici alessandrini furono filologi greci studiosi dei testi, che assunsero notevole importanza ad Alessandria d'Egitto nei secoli III e II a.C., quando la città divenne il centro della cultura ellenistica e, di fatto, mediterranea.
Alla metà del II secolo a.C. gli alessandrini realizzarono la prima versione canonica dei due poemi omerici mediante un lavoro di raffronto filologico con le varie versioni allora esistenti. Il lavoro degli alessandrini viene in genere indicato col termine emendatio, versione latina del greco διώρθωσις, che consisteva nell'eliminare le varie interpolazioni e nel ripulire il poema dai vari versi formulari suppletivi.

## Attività

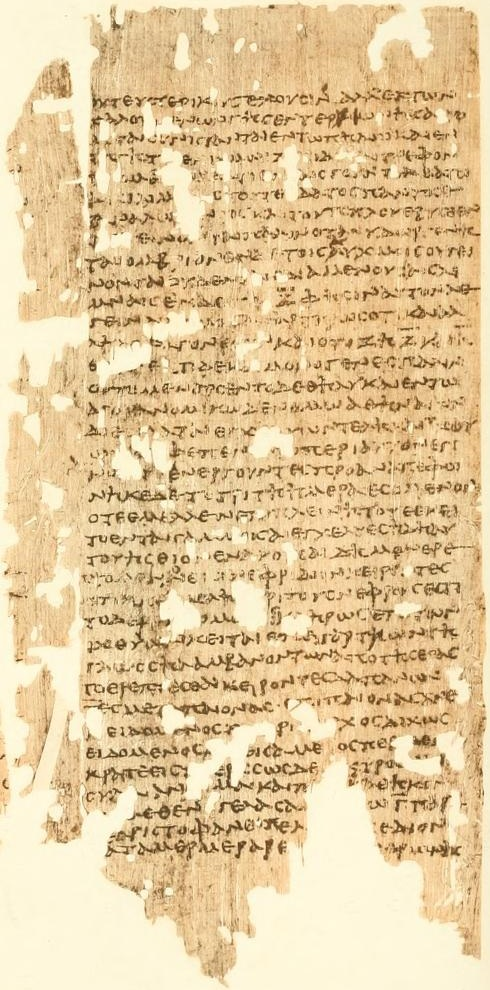
P. Oxy. 221, con scolii dal XXI libro dellIliade

Nonostante il nome, l'opera dei grammatici alessandrini non fu mai limitata alla grammatica, e di fatto non la incluse, dato che la grammatica in senso moderno non esistette fino al I secolo a.C. In effetti, nell'epoca ellenistica e imperiale, il termine "grammatico" faceva riferimento principalmente agli studiosi addetti al ripristino, alla lettura, alla spiegazione e all'interpretazione dei testi classici, compresa la critica letteraria.
I grammatici alessandrini si occupavano, dunque, di una revisione critica delle opere della letteratura greca classica (διώρθωσις), ponendo l'attenzione soprattutto sul lavoro di Omero, segnando l'inizio della tradizione grammaticale occidentale. Fin dall'inizio, tuttavia, più che il testo nel suo complesso, si preferiva focalizzare il proprio lavoro sull'analisi di frasi decontestualizzate, creando repertori di glosse, ossia parole rare, o di espressioni.

## Esponenti
I più importanti grammatici alessandrini furono, come detto, attivi nel III secolo a. C. Il primo fu Zenodoto di Efeso (fl. ca. 280 a.C.), soprintendente della Biblioteca di Alessandria ed editore di Omero, mentre, nella generazione successiva, spiccò Callimaco (fl. ca. 260 a.C.), poeta, critico e studioso che catalogò la Biblioteca, aprendo la strada a studiosi come Aristofane di Bisanzio (ca. 257 a.C.–ca. 185 a.C.) - editore di Omero e inventore dei segni diacritici - e Aristarco di Samotracia (ca. 220 a.C.–ca. 143 a.C.), curatore della più importante edizione critica dei poemi di Omero.
Sempre di notevole importanza, ma in posizione più epigonica, furono Dionisio Trace (170 a.C.–90 a.C.), studioso di Omero e allievo di Aristarco, autore di una grammatica greca, e Didimo Calcentero (ca. 63 a.C.–10 d.C.), ampio commentatore di poeti lirici e comici, che si può definire un epitomatore del lavoro e delle opere dei predecessori. In campo mitografico-erudito, ancora, è testimoniato Lisimaco di Alessandria.

## Autori post-alessandrini
Tra il I secolo a.C. e il III secolo d.C., inoltre, operarono, sempre ad Alessandria (prima del definitivo declino della città sotto Aureliano) autori che, pur se cronologicamente non definibili "ellenistici", si rifecero all'insegnamento dei grammatici alessandrini, di cui spesso, insieme agli scolii, sono l'unica fonte di informazioni: da Apollonio Eidographos, che si occupò di classificare e ordinare cronologicamente le poesie di Pindaro, ad Apollonio Sofista, autore di un lessico omerico (Λέξεις Ὁμηρικαί); da Aristonico d'Alessandria, autore di lessici e studi grammaticali omerici, a Efestione, autore di un Ἐγχειρίδιον περὶ μέτρων (Manuale di metrica); da Nicanore, che si occupò di punteggiatura, a Frinico Arabio, autore di una Selezione (Ἐκλογή) atticista.
Infine, eredi di questa lunga tradizione e sicuramente degni degli alessandrini, secondo l'opinione degli studiosi e dei loro editori, sono Apollonio Discolo e suo figlio Elio Erodiano, vissuti nella piena età degli Antonini.